# Albéric-Archie Mondou
Pour les articles homonymes, voir Mondou.
Albéric-Archie Mondou (2 février 1872-13 février 1951) est un notaire et homme politique fédéral et provincial du Québec.

## Biographie
Né à Saint-François-du-Lac dans la région du Centre-du-Québec, il étudia au Séminaire de Nicolet et à l'Université Laval. Qualifié dans la pratique du notariat en 1894, il partit pratiquer à Montréal. Il fut également directeur de la Strathcona Fire Insurance Company et vice-président et gérant de la Quebec and Western Canada Land Syndicate Ltd.. Il servit aussi comme gérant de la Banque provinciale du Canada dans la succursale de Pierreville de 1902 à 1911.
Élu député du Parti conservateur du Québec dans le district électoral provincial de Yamaska en 1897, il défait à deux reprises, lors des élections partielles faisant suite à l'annulation de l'élection générale, par les libéraux Victor Gladu et Louis-Jules Allard.
Élu député du Parti conservateur dans la circonscription fédérale de Yamaska en 1911, il ne se représenta pas en 1917 permettant à J.-E.-Oscar Gladu, fils de Victor Gladu, de reprendre son siège. À la suite du décès de ce dernier en 1920, Mondou tenta de reprendre la circonscription en 1921, mais fut défait par le libéral Aimé Boucher. Il avait ultérieurement tentée une autre fois de ravir la circonscription en 1900, mais estfut défait par le libéral Roch M. S. Mignault.